# Comisia de Supraveghere a Asigurărilor
Comisia de Supraveghere a Asigurărilor (CSA) a fost o autoritate administrativă autonomă de specialitate destinată supravegherii situației financiare a asigurătorilor, în vederea protejării intereselor asiguraților sau ale potențialilor asigurați.
Activitatea Comisiei de Supraveghere a Asigurărilor a început la data de 2 iulie 2001, odată cu publicarea în Monitorul Oficial al României a Hotărârii Parlamentului nr. 20/27.06.2001 de numire a celor cinci membri ai Consiliului.
Comisia de Supraveghere a Asigurărilor era condusă de un consiliu format din 5 persoane, respectiv președinte, vicepreședinte și 3 membri. Cu începere din 19 mai 2006,  consiliul era format din 7 membri, din care un președinte și 2 vicepreședinți
Membrii Consiliului CSA erau numiți de Parlament, în ședința comună a celor două Camere, la propunerea comisiilor reunite pentru buget, finanțe și bănci ale Senatului și Camerei Deputaților.
Președintele și vicepreședintele se nominalizau pe funcții în lista de propuneri care se supunea spre aprobare Parlamentului.
Durata mandatului de membru al Consiliului CSA era de 5 ani, fiecare membru putând fi reinvestit.
În urma modificărilor legislative din 2013, Comisia de Supraveghere a Asigurărilor împreună cu alte instituții de supraveghere și control a fost desființată, iar patrimoniul și disponibilitățile bănești au fost preluate de Autoritatea de Supraveghere Fianciară.
Activitatea a fost preluată de Autoritatea de Supraveghere Financiară.

## Președinții CSA
- Nicolae Crișan: 2001 - iunie 2006 [6][7]
- Angela Toncescu (PNL): 28 iunie 2006 - ? [8]
- Constantin Buzoianu: 28 septembrie 2011 - 16 octombrie 2012 [9][10]
- Tudor Baltă (interimar): 16 octombrie 2012 [10]